# Matthew Currie Holmes
Matthew Currie Holmes (ur. 26 maja 1974 w North Bay) – kanadyjski aktor.
Za drugoplanową rolę w serialu Godiva's odebrał w 2005 roku nagrodę Leo, a rok później był nominowany do tego samego lauru.
Występował w roli Michaela alias „M” w slasherze Droga bez powrotu 2 (2007) oraz jako Sean Castle, bohater horroru Mgła (2005). Często pojawia się w serialach telewizyjnych, zagrał m.in. w Słowie na L, Trup jak ja, Queer as Folk czy Wybrańcach obcych.
Zamieszkuje Los Angeles w Kalifornii (USA).